# 邾安公
邾安公（？—前678年），即曹克，字仪父，為春秋諸侯國邾国君主第10代君主，是邾子夏父的孙子。死后，儿子邾宪公继位。